# Nevza Club Championships 2019 (damer)
NEVZA Club Championship 2019 i volleyboll spelades mellan 15 och 17 november 2019 i London, Storbritannien. Det var den 13:e upplagan av tävlingen och 8 lag från NEVZA:s medlemsförbund deltog.  Brøndby VK vann tävlingen för tredje gången genom att besegra Polonia London i finalen. Tävlingen genomfördes med ett gruppspel med två grupper följt av slutspel (semifinal och final).

## Gruppspel[2]

### Grupp A

#### Resultat
| 15 november 2019 London Speltid: 16:30 | Oslo Volley | 0 - 3 | Polonia London | 20-25, 16-25, 28-30        |
| 15 november 2019 London Speltid: 20:30 | Brøndby VK  | 1 - 3 | Polonia London | 22-25, 14-25, 25-22, 13-25 |
| 16 november 2019 London Speltid: 10:00 | Brøndby VK  | 3 - 0 | Oslo Volley    | 25-10, 25-12, 25-18        |

#### Sluttabell
| Pos. | Lag            | P | M | V | F | VS | FS | Kvot | VP  | FP  | Kvot  |
| ---- | -------------- | - | - | - | - | -- | -- | ---- | --- | --- | ----- |
| 1.   | Polonia London | 6 | 2 | 2 | 0 | 6  | 1  | 6,00 | 177 | 138 | 1,283 |
| 2.   | Brøndby VK     | 3 | 2 | 1 | 1 | 4  | 3  | 1,33 | 149 | 137 | 1,088 |
| 3.   | Oslo Volley    | 0 | 2 | 0 | 2 | 0  | 6  | 0,00 | 104 | 155 | 0,671 |

      Kvalificerade för semifinal.

### Grupp B

#### Resultat
| 15 november 2019 London Speltid: 16:30 | Team Køge Volley  | 3 - 1 | Randaberg VBK    | 25-16, 25-22, 19-25, 25-20        |
| 15 november 2019 London Speltid: 20:30 | Topp Volley Norge | 2 - 3 | Randaberg VBK    | 25-16, 18-25, 18-25, 25-22, 13-25 |
| 16 november 2019 London Speltid: 10:00 | Topp Volley Norge | 3 - 1 | Team Køge Volley | 20-25, 25-17, 27-25, 25-20        |

#### Sluttabell
| Pos. | Lag               | P | M | V | F | VS | FS | Kvot | VP  | FP  | Kvot  |
| ---- | ----------------- | - | - | - | - | -- | -- | ---- | --- | --- | ----- |
| 1.   | Topp Volley Norge | 4 | 2 | 1 | 1 | 5  | 4  | 1,25 | 196 | 190 | 1,032 |
| 2.   | Team Køge Volley  | 3 | 2 | 1 | 1 | 4  | 4  | 1,00 | 181 | 181 | 1,000 |
| 3.   | Randaberg VBK     | 2 | 2 | 1 | 1 | 4  | 5  | 0,80 | 187 | 193 | 0,969 |

      Kvalificerade för semifinal.

## Slutspel

### Spelschema
|  | Semifinaler       | Semifinaler |            |                | Final               | Final               |  |
|  |                   |             |            |                |                     |                     |  |
|  | Polonia London    | 3           |            |                |                     |                     |  |
|  | Polonia London    | 3           |            |                |                     |                     |  |
|  | Team Køge Volley  | 1           |            |                |                     |                     |  |
|  | Team Køge Volley  | 1           |            | Polonia London | 2                   |                     |  |
|  |                   |             |            | Polonia London | 2                   |                     |  |
|  |                   |             | Brøndby VK | 3              |                     |                     |  |
|  | Topp Volley Norge | 0           | Brøndby VK | 3              |                     |                     |  |
|  | Topp Volley Norge | 0           |            |                |                     |                     |  |
|  | Brøndby VK        | 3           |            |                | Match om tredjepris | Match om tredjepris |  |
|  | Brøndby VK        | 3           |            |                |                     |                     |  |
|  |                   |             |            |                |                     |                     |  |
|  |                   |             |            |                | Team Køge Volley    | 2                   |  |
|  |                   |             |            |                | Team Køge Volley    | 2                   |  |
|  |                   |             |            |                | Topp Volley Norge   | 3                   |  |

### Resultat

#### Spel om femteplatsen[2]
| 16 november 2019 London Speltid: 14:00 | Oslo Volley | 1 - 3 | Randaberg VBK | 18-25, 16-25, 25-19, 19-25 |

#### Semifinaler[2]
| 16 november 2019 London Speltid: 16:30 | Polonia London    | 3 - 1 | Team Køge Volley | 23-25, 25-15, 25-14, 25-18 |
| 16 november 2019 London Speltid: 16:30 | Topp Volley Norge | 0 - 3 | Brøndby VK       | 23-25, 13-25, 15-25        |

#### Match om tredjepris[3]
| 17 november 2019 London Speltid: 13:30 | Team Køge Volley | 2 - 3 | Topp Volley Norge |  |

#### Final[3]
| 17 november 2019 London Speltid: 15:30 | Polonia London | 2 - 3 | Brøndby VK |  |